# Vasile Mainescu
Vasile Mainescu, romunski general, * 26. november 1891, † 13. maj 1953.